# FinalRender
finalRender — программа визуализации (рендеринга), разработанная немецкой компанией Cebas.
Работает, как встраиваемый модуль для Maxon, Cinema 4D, Autodesk 3ds Max, Autodesk Maya.

## Описание
Визуализатор использует так называемую «фотонную» технологию для расчёта освещённости в сцене, аналогично многим другим визуализаторам Mental ray, V-Ray, Brazil.
Однако, собственные алгоритмы finalRender выведены на совершенно иной уровень, обеспечивая высочайшее качество изображений. Среди алгоритмов расчёта освещённости присутствуют методы Monte-Carlo, Quazi-Monte-Carlo, RayTrace.
Соответственно, визуализатор обеспечивает воспроизведение таких явлений реального мира, как глобальное освещение (Global Illumination), каустика (Caustic), объёмное освещение (Volume Light).
Программа глубоко включается в рабочую среду. Прекрасно работает со стандартными источниками освещения и материалами основной среды. Однако, предпочтительнее использовать собственные источники света, материалы и шейдеры. Вместе с программой поставляются разнообразные готовые шейдеры: 

Metall — имитации поверхности металла;

CarPaint — имитация автомобильной краски Metallic;

CD-disk — имитация поверхности компакт-дисков;

X-Ray — имитация эффекта рентгеновской фотографии;

и некоторые другие

Также имеются собственные источники света, позволяющие создавать достаточно правдоподобное освещение с учётом особенностей реальных источников (мягкие тени, затухание и т. д.). Также имеется возможность назначить в качестве источника света любой геометрический объект сцены или источник частиц.
Для finalRender существуют ограничения и недостатки, присущие всем визуализаторам, использующими приближённые модели освещения. Так например для получения реалистичного освещения необходимо значительное число фотонов, испускаемых источником света, достаточная их энергия, а также тонкие настройки материалов, так как при расчётах освещённости взаимодействие света с поверхностями учитывается по крайне упрощённым алгоритмам, использующими только цвет, отражающую и преломляющую способности поверхности.
Однако, фотонная технология позволяет добиться высокой скорости визуализации за счёт приближённых расчётов. Считается, что finalRender обладает наиболее высокой скоростью визуализации среди аналогичных решений (?).
Вместе с finalRender могут быть дополнительно установлены нефотореалистичный визуализатор finalToon и библиотека разнообразных шейдеров finalShader.